# Malik (Ruda Pilczycka)
Malik – przysiółek wsi Ruda Pilczycka w Polsce, położony w województwie świętokrzyskim, w powiecie koneckim, w gminie Słupia Konecka.
W latach 1975–1998 przysiółek administracyjnie należał do województwa kieleckiego.